# ابن عميرة المخزومي
ابن عُمَيْرَة (582 - 656 هـ / 1186 - 1258) هو أبو المطرف أحمد بن عبد الله بن محمد بن الحسين ابن عميرة المخزومي القرشي العربي. أديب وشاعر ومؤرخ، من أهل جزيرة شقر. نشأ في بلنسية وانتقل إلى غرناطة ومات في تونس. جمع ابن هاني السبتي شعره ونثره في مجلدين: «بغية المستطرف، ونخبة المتطرف». والتزم في كتابته السجع، وأكثر فيها وفي شعره من مصطلحات العلوم. ولمحمد بن شريفة كتاب «أبو المطرف ابن عميرة، حياته وآثاره» في سيرته.

## سيرته
ذكر ابن الأبار القضاعي في كتابه تحفة القادم بأن ابن عميره اتصف بالإبداع واعترف بأمجاده الجميع.
كما قال عنه الغبريني في كتاب عنوان الدراية: هو الشيخ الفقيه المجيد المجتهد، العالم الجليل الفاضل، أعلم العلماء وتاج الأدباء فاق الناس بلاغة وأربى على من قبله وتهادته الدول وولى القضاء بأريوله وشاطبة من الأندلس ومكناسة من العدوة وقسنطينه وقابس من بلاد إفريقية وغيرها.
أما صاحب الإحاطة فقد قال في حقه: "وعلى الجملة فذات أبي المطرف فيما ينزع إليه، ليست من ذوات الأمثال، فقد كان نسيج وحده، إدراكاً وتفنناً، بصيراً بالعلوم، محدثاً مكثراً، راوية ثبتاً، سجراً في التاريخ والأخبار، دياناً مضطلعاً بالأصلين، قائماً على العربية واللغة، كلامه كثير الحلاوة والطلاوة، جم العيون غزير المعاني والمحاسن، وافد أرواح المعاني، شفاف اللفظ حر المعنى، ثاني بديع الزمان في شكوى الحرفة وسوء الحظ ورونق الكلام ولطف المأخذ، وتبريز النثر على النظم والقصور في السلطانيات".

## مؤلفاته
- كتاب تاريخ ميورقة
- كتاب اختصار كتاب ثورة المريدين لابن صاحب الصلاة
- كتاب تعقب فيه الإمام فخر الدين بن الخطيب الرازي في كتابه المعالم في أصول الفقه
- كتاب التنبيهات على ما في التبيان من التمويهات، وقد رد فيه على كمال الدين الزَّمْلكاني، وهو من معاصريه.
- رسائل ديوانية
- رسائل إخوانية

## قصائده
ذكر ابن الأبار في كتابه تحفه القادم قصيدة لابن عميرة المخزومي القرشي يقول فيها:
وقال من قصيدة أنشدنيها بإشبيلية، إثر نُزهة جمعتنا بخارجها، صدر سنة سبع عشرة وستمائة، وأنا اقترحت وصفها عليه، وأولها:
وله بعد انفصاله من بلنسية عن وحشةٍ في ذي القعدة سنة ثمان وعشرين وستمائة:

## وفاته
توفي ابن عميرة المخزومي القرشي في تونس ليلة الجمعة عشرين لذي الحجة من عام 658 هـ. 1260 م.

## روابط خارجية
- ابن عميرة المخزومي على موقع ميوزك برينز (الإنجليزية)